# Промислова канатна дорога

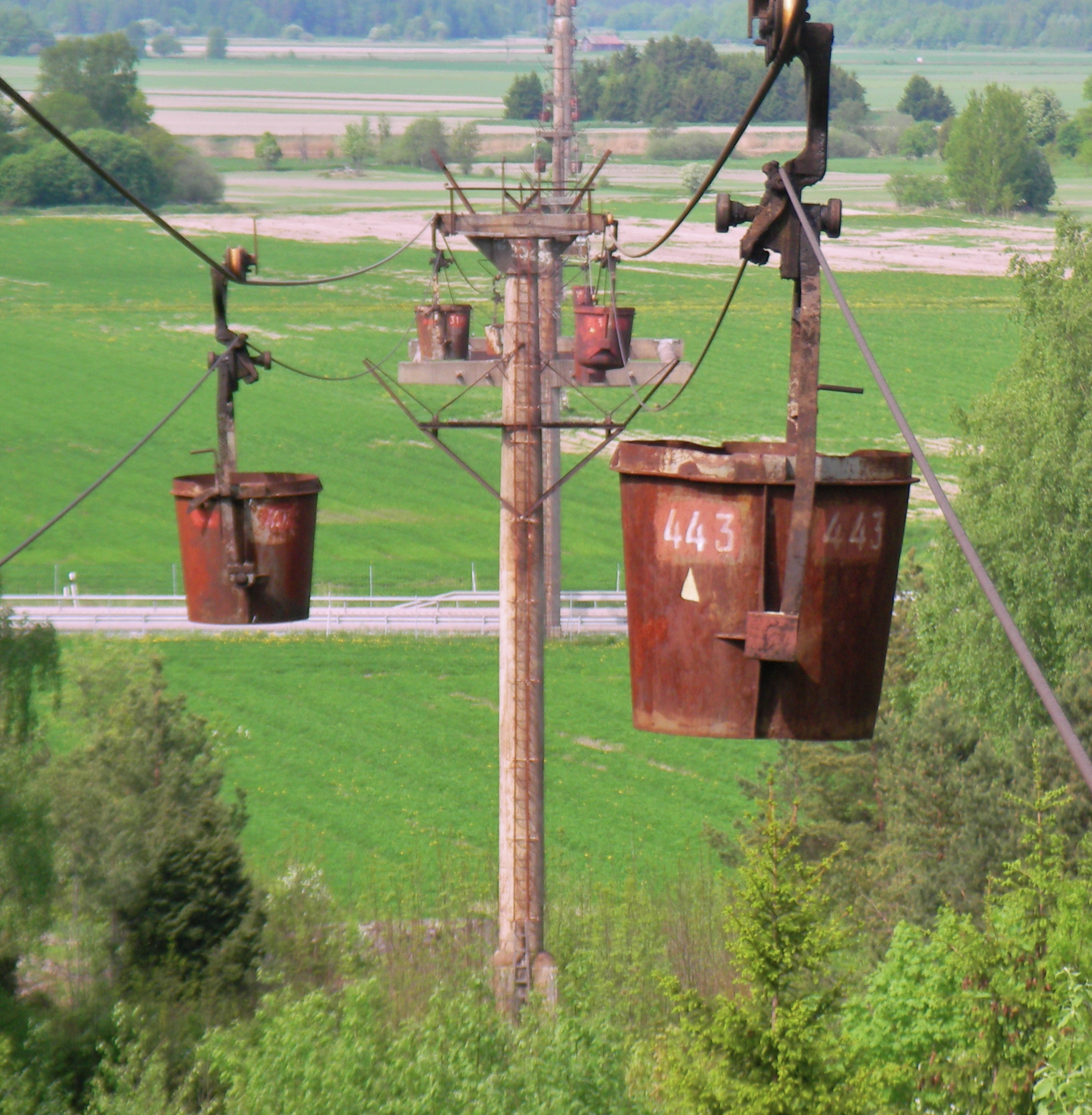
Кальклінбанан, Швеція

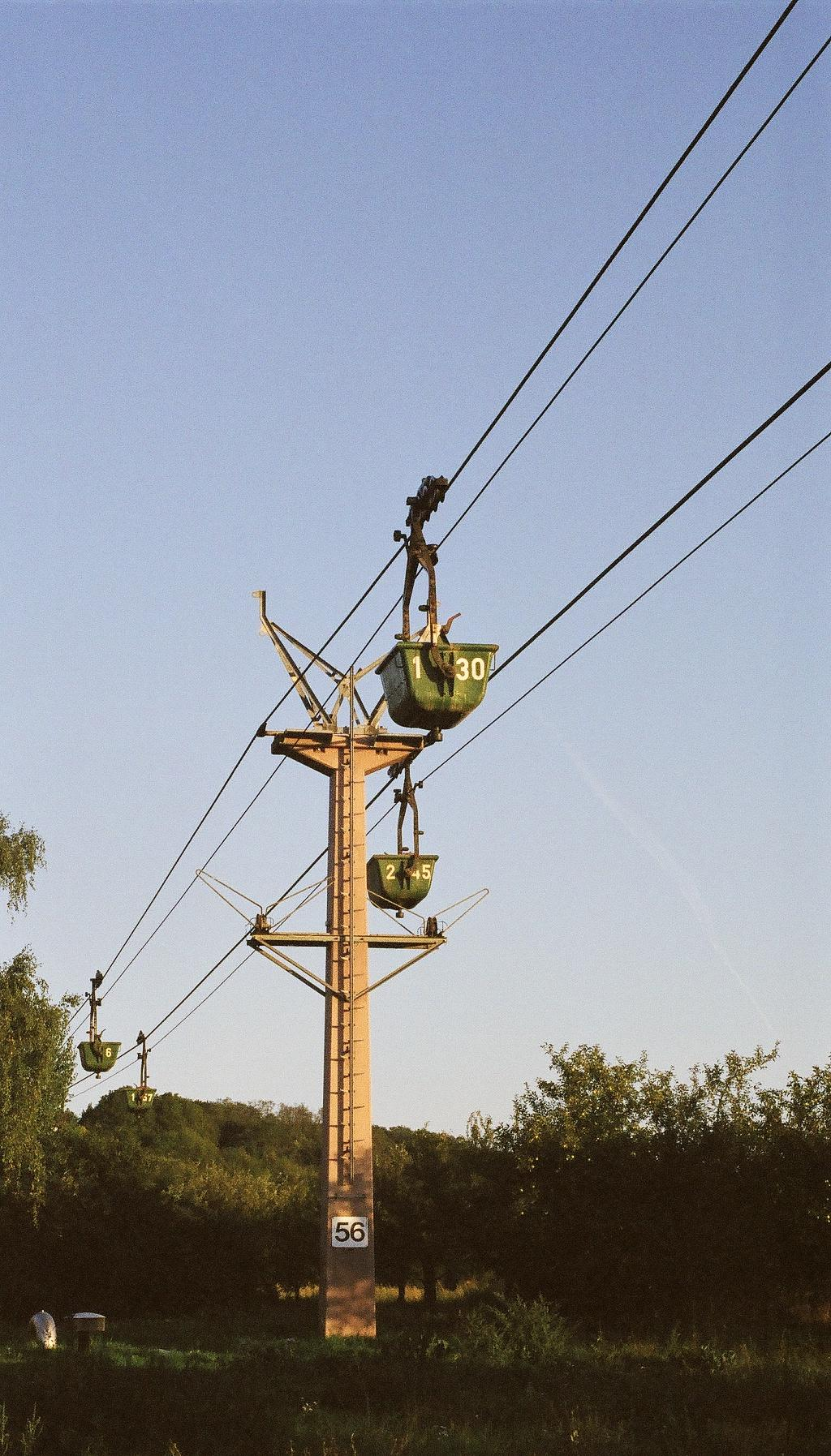
Промислова канатна дорога у Нуслох, Німеччина

Промислова канатна дорога — підтип гондольного підйомника, на якому підвішуються контейнери для вантажів, а не пасажирські кабіни.

## Опис
Промислові канатні дороги, як правило, зустрічаються біля великих гірничодобувних підприємств і можуть мати значну довжину. Канатна дорога COMILOG, яка пролягала від Моанди у Габоні до Мбінди в Республіці Конго, мала довжину понад 75 км. Довжина канатної дороги Нурше у Швеції становила 96 км.
Канатні дороги можуть живитися від різноманітних видів енергії, таких як електрика, двигуни внутрішнього згорання або сила тяжіння (особливо в гірських видобувних підприємствах або там, де є проточна вода). Гравітаційні конвеєри можуть кваліфікуватися як зіплайни, оскільки для їх роботи не використовується електрика, натомість покладаючись на вагу візків, що опускаються, забезпечуючи рух для порожніх візків, що піднімаються.

## Історія
Першу зареєстровану механічну канатну дорогу створив хорват Фауст Вранчич, який в 1616 році сконструював велосипедну канатну дорогу для пасажирів. Першу в світі канатну дорогу на кількох опорах побудував Адам Вібе в Гданську, Польща, в 1644 році. Вона працювала на конях і використовувалася для переміщення ґрунту для будівництва оборони.
В Еритреї італійці побудували канатну дорогу Асмара — Массава в 1936 році, довжина якої становила 75 км. Канатна дорога Манісалес — Марікіта (1922) в Колумбії мала довжину 73 км.
Серед перших промислових канатних доріг в Індії була канатна дорога Амаркантак в Чактіпані, Корба, Чхатісгарх, довжина якої становила 16,8 км і потужність 150 т/год, побудована компанією «Damodar Ropeways & Infra Ltd» (DRIL, раніше відома як «Damodar Enterprises Ltd.», DEL). Споруджена для «Bharat Aluminium Company (Balco)» у співпраці з «Nikex», Угорщина.
У Сполученому Королівстві канатні дороги, використовували для транспортування гірничої маси, були історично поширеними; проте, залишилася і функціонує лише одна, у Клотоні, Ланкашир, побудована в 1924 році і використовувана для видобутку сланцю для виготовлення цегли. Її планують знести в 2036 році, коли буде завершено видобування сланцю.

## Приклади

### Європа
- Autoseilbahn Bratislava[de] довжиною 450 м транспортує новозбудовані автомобілі VW від складального цеху до випробувального треку на заводі VW у Братиславі.
- Сучасна канатна дорога цементного заводу Vicat[de] довжиною всього 1,8 км перетинає Ізер, автомагістраль і різні дороги для постачання вапняку на цементний завод.
- Канатна дорога Фішункелальм — Рет[de], побудована в 1936 році в Берхтесгадені у баварському Гагенгебірге, долала 1,9 км і перепад висот 880 м.
- Канатна дорога Лорен цементного заводу Лягерн[de] завдовжки 3,8 км сполучила виробничі приміщення в Оберенендінгені з вантажною станцією в Нідервенінгені на Вентальбан[de]. Діяла лише в 1896—1902 рр..
- 1979—1986 канатна дорога Фельдмос — Члі-Тітліс, що обслугувала будівельний майданчик на 1429,9 м вище.
- Канатна дорога Альзенше[de] цементного заводу Альзен[de] поблизу Ітцего, побудована лейпцизькою компанією Bleichert[en] близько 1906 року, була однією з найдовших промислових канатних доріг у Європі довжиною 13,5 км. Вона функціонувала до 1977 року.
- Лисичанська канатна дорога в Україні, що з'єднувала Белогорівскій крейдяний кар'єр та Лисичанський содовий завод. Була довжиною 16 563 метра, та працювала в 1954—2010 рр. Повністю демонтована у 2013 році.
- Дві канатні дороги Funivie di Savona[en] довжиною 17 км в Італії працювали з 1912 і 1937 років відповідно. Вони можуть транспортувати до 420 тонн матеріалу на годину (в основному вугілля) з порту Савона. На кінець 2010-х ця система є найдовшою канатною дорогою.
- Кальклінбанан довжиною 42 км транспортував вапняк у Швеції 1941—1997 рр., два роки була найдовшою канатною дорогою у світі.
- Канатна дорога Нурше у Швеції, довжина якої 96 км і функціонувала 1943—1987 рік, використовувалася для транспортування руди (мідної, свинцевої, цинкової, срібної та золотої) і була найдовшою канатною дорогою у світі.

### Африка
- канатна дорога Асмара — Массава(інші мови) в Еритреї довжиною 75 км служила для постачання італійської армії в 1938-41 рр. і була найдовшою канатною дорогою у світі на той час.
- 76 км канатна дорога COMILOG транспортувала марганцеву руду з Моанди в Габоні до Мбінди в Республіці Конго 1957-86 рр.
- 20 км канатна дорога Булембу — Барбертон[de] між Свазілендом і Південною Африкою використовувалася в 1939—2002 ррю для транспортування азбесту до залізничної станції Барбертон і в зворотному напрямку коксу для електростанції. Це була найдовша канатна дорога у світі без проміжної приводної станції.

### Америка
- 35 км канатна дорога Чилесіто — Ла-Мехікана[de] в Аргентині використовувалася з 1905 року для транспортування руди з Сьєрра-де-Фаматина на висоті понад 4600 м і була найдовшою канатною дорогою в світі на той час.
- 75 км канатна дорога Марікіта — Манісалес[de] в Колумбії, побудована в 1915—1922 рр. для транспортування кави, була найдовшою канатною дорогою в світі на той час.
- в 1938 році введена в експлуатацію канатна дорога для транспортування сірки в Ауканкільча, Чилі, була найвищою канатною дорогою, що будь-коли працювала, з її станцією в долині на висоті 3942 м і верхньою станцією на 5874 м.
- Канатна дорога «Чорний ангел»[de] у гренландському шахтарському селищі Мааморилік[en] працювала з 15 серпня 1973 до закриття шахти в 1990 році.